# Antoni Adamiuk
Antoni Adamiuk (18. prosince 1913 Old Forge, Pennsylvania, Spojené státy americké – 25. ledna 2000 Opolí, Polsko) byl polský římskokatolický biskup.
Antoni Adamiuk se narodil ve Spojených státech amerických, jeho rodina se však ještě před vypuknutím I. světové války vrátila do Maximovky u Tarnopole. Po absolvování studia na filozoficko-teologické fakultě Lvovské univerzity byl dne 18. června 1939 vysvěcen na kněze v Lvově kardinálem Bolesławem Twardowskim. V letech 1939-1944 působil jako farář ve městě Busku. Jeho rodina byla postižena sovětskými represáliemi: jeho švagr byl obětí Katyňského masakru a jeho otec, matka a sestra byli do jara 1945 internováni na Sibiři, kde otec zahynul.
Samotný Adamiuk musel roku 1944 opustit Busk. V následujícím roce se usadil v Hlubčicích. Vykonával funkcí faráře ve farnostech Szonów a Klisino, kde se usadila řada vyhnanců z Busku, a působil jako katecheta v Hlubčicích a okolních obcích. Od roku 1946 byl hlubčickým děkanem.
Roku 1957 jej biskup Franciszek Jop povolal do Opolí, sídla administratury pro Opolské Slezsko. Stal se vizitátorem vyučování náboženství, profesorem pedagogiky a katechetiky na Vyšším duchovním semináři v Nise a roku 1961 kancléřem administrátorské kurie. Věnoval se nadále organizaci katecheze, školení řádových sester a laiků. Napsal řadu katechetických příruček, z nichž Malý katechismus aneb příprava k první zpovědi a svatému přijímání dosáhl značného rozšíření.
Po smrti pomocného biskupa opolského Henryka Grzondziela byl jmenován biskupem 6. června 1970 a vysvěcen 5. července biskupem Franciszkem Jopem. Byl titulární biskup z Ala Miliaria (Alamiliarensis). Za biskupské heslo si zvolil Fiat voluntas Tua (Tvá vůle se staň). Jako pomocný biskup apoštolské administratury pro Opolské Slezsko (od roku 1972 diecéze opolské) působil až do svého odchodu na odpočinek 2. září 1989. Působil také jako člen katechetické komise polské biskupské konference. Zemřel roku 2000 jako emeritní biskup opolský.